# Daniel Bayerstorfer
Daniel Bayerstorfer (* 11. März 1989 in Gräfelfing) ist ein deutscher Schriftsteller und Übersetzer.

## Leben und Werk
Bayerstorfer wuchs in München auf. Nach Auslandsaufenthalten in Hangzhou und Padua trat er zusammen mit Tristan Marquardt und Nora Zapf als Mitorganisator der Lyrik-Lesereihe meine drei lyrischen ichs und der Biennale Großer Tag der Jungen Münchner Literatur in Erscheinung. Sein erster Gedichtband Gegenklaviere erschien im Herbst 2017.
Er ist außerdem als Übersetzer tätig. So übertrug er u. a. die chinesischen Lyriker Han Bo und Jiang Tao ins Deutsche.
Er lebt und arbeitet in München.

## Veröffentlichungen

### Lyrik
- Gegenklaviere. Gedichte. Hochroth Verlag, München 2017, ISBN 978-3-903182-03-5.
- Die Erfindung des Rußn. Epyllion. Zusammen mit Tobias Roth. Aphaia Verlag, München/Berlin 2018, ISBN 978-3-946574-07-1.
- Neulich starb Antigone. (roughbooks 067), Urs Engeler Verlag, Schupfart 2025. ISBN 978-3-907369-50-0.

### Anthologien
- Unmögliche Liebe. Die Kunst des Minnesangs in neuen Übertragungen (Hrsg. Tristan Marquardt und Jan Wagner). Hanser, München 2017, ISBN 978-3-446-25654-5.
- Lyrik von Jetzt 3 / Babelsprech, (Hrsg. Max Czollek, Robert Prosser, Michael Fehr), Wallstein Verlag, Göttingen 2015, ISBN 978-3-8353-1739-0.
- Chinabox: Neue Lyrik aus der Volksrepublik, herausgegeben von Lea Schneider, Verlagshaus Berlin, Berlin 2016, ISBN 978-3-945832-20-2.
- all dies hier, Majestät, ist deins – Lyrik im Anthropozän, Anja Bayer, Daniela Seel (Hrsg.): kookbooks, Berlin 2016, ISBN 978-3-937445-80-9.
- Wir sind hier: Geschichten über das Ankommen, (Hrsg. Katrin Huber, Silke Kleemann, Fridolin Schley), Allitera, München 2018, ISBN 978-3-96233-058-3.
- Im Grunde wäre ich lieber Gedicht: Drei Jahrzehnte Poesie. Eine Anthologie. (Hrsg. Michael Krüger, Holger Pils). Hanser, München 2019, ISBN 978-3-446-26585-1.
- Grand Tour: Reisen durch die junge Lyrik Europas. (Hrsg. Jan Wagner, Federico Italiano), Hanser, München 2019, ISBN 978-3-446-26182-2.
- 19 Arten Wang Wei zu betrachten, Eliot Weinberger,  Berenberg Verlag, Berlin 2019, ISBN 978-3-946334-58-3.
- Jetzt noch ein Gedicht, und dann aus das Licht!: Poesie zur guten Nacht, (Hrsg. Kenn Nesbitt, mit Illustrationen von Christoph Niemann), Hanser, München 2019, ISBN 978-3-446-26438-0.

## Auszeichnungen
- 2021: Literaturstipendium der Stadt München[5]

- 2021: Sonderstipendium der Stadt München[6]
- 2022: Aufenthaltsstipendium am Literarischen Colloquium Berlin (LCB)[7]
- 2022: Arbeitsstipendium des Freistaats Bayern[8]